# Conus perrineae
Espèce
Conus perrineae est une espèce de mollusques gastéropodes marins de la famille des Conidae.
Comme toutes les espèces du genre Conus, ces escargots sont prédateurs et venimeux. Ils sont capables de « piquer » les humains et doivent donc être manipulés avec précaution, voire pas du tout.

## Taxonomie

### Publication originale
L'espèce Conus perrineae a été décrite pour la première fois en 2018 par les malacologistes Tiziano Cossignani (d) et Ramiro Fiadeiro dans « Malacologia Mostra Mondiale »,.

### Synonymes
- Africonus angeluquei Tenorio, Abalde & Zardoya, 2018 · non accepté
- Africonus perrineae T. Cossignani & Fiadeiro, 2018 · appellation alternative (combinaison originale)